# Stephanophyllia
Stephanophyllia is een geslacht van neteldieren uit de klasse van de Anthozoa (bloemdieren).

## Soorten
- Stephanophyllia complicata Moseley, 1876
- Stephanophyllia elegans (Bronn, 1837) †
- Stephanophyllia fungulus Alcock, 1902
- Stephanophyllia neglecta Boschma, 1923